# Малое Хреново (Сасовский район)
Ма́лое Хре́ново (местное именование — Хре́ново) — деревня в Сасовском районе Рязанской области России.
Входит в состав Каргашинского сельского поселения.

## География

### Географическое положение
Деревня находится в западной части Сасовского района, в 19 км к западу от райцентра.
Ближайшие населённые пункты:
- село Каргашино в 3,5 км к северу по асфальтированной дороге;
- село Кобяково в 10 км к востоку по грунтовой дороге;
- село Верхнее Мальцево в 9 км к юго-востоку по грунтовой дороге;
- село Красное Озеро в 6 км к юго-западу по грунтовой дороге;
- полузаброшенное село Заболотье в 5 км к северо-западу по грунтовой дороге.

- Некогда в окрестностях находились:
  - в 1 км к северу деревня Светлое;
  - в 2,5 км к северо-востоку деревня Гусынец;
  - в 1,5 км к востоку село Большое Хреново;
  - в 6 км к востоку деревня Выглое;
  - в 4 км к юго-востоку деревня Круглое;
  - в 2 км к югу деревня Царёво;
  - в 2 км к юго-западу деревня Красная Роща;
  - в 4 км к юго-западу деревня Антоновка;
  - в 3,5 км к западу село Юматово;
  - в 4 км к западу деревня Наспищи.

Все вышеперечисленные ныне упразднены, строений не существует.

### Климат
Климат умеренно континентальный с умеренно жарким летом (средняя температура июля +19 °С) и относительно холодной зимой (средняя температура января −11 °С). Осадков выпадает около 600 мм в год.

## История

#### Административно-территориальное деление
С 1861 г. деревня Хреновские Выселки входила в Каргашинскую волость Елатомского уезда Тамбовской губернии.
До 2004 года входила в Каргашинский сельский округ.
С 2004 г входит в состав Каргашинского сельского поселения.

## Население
| 1981 | 1989 | 2002 | 2010 |
| ---- | ---- | ---- | ---- |
| 110  | ↘76  | ↘11  | ↘2   |

## Известные уроженцы
- Сидоров Пётр Петрович (1926—1972) — Герой Советского Союза.

## Инфраструктура
Электроэнергию деревня получает по тупиковой ЛЭП 10 кВ от подстанции 35/10 кВ «Каргашино».
В южной части деревни сохранились строения бывшей молочно-товарной фермы, использующиеся под базу сельхозтехники.
На 2012 год осталось несколько жилых домов.
В 1,5 км к востоку (рядом с упразднённым селом Большое Хреново) находится действующий песчаный карьер.

## Транспорт
В деревне заканчивается асфальтированная дорога из Каргашино.
Ранее через деревню проходила всесезонная транзитная щебёнчатая дорога хорошего качества, оборудованная насыпью и водостоками по краям. Но после упразднения железнодорожного переезда через пути на пл. 365 км дорогой пользоваться перестали, и щебень постепенно стал покрываться слоем земли, так как её стали использовать для движения сельхозтехники (в данное время по ней вывозят с полей продукцию).
Маршруты общественного транспорта отсутствуют.
Ближайшая железнодорожная станция Сасово в 20 км к востоку по асфальтированной дороге.